# Alexei Brodowitsch
Alexei Brodowitsch (russisch Алексей Бродович; * 1898 in Ogolitschi, heute Belarus; † 15. April 1971 in Le Thor, Frankreich) war ein US-amerikanischer Grafikdesigner russischer Herkunft.

## Leben
Brodowitsch emigrierte 1920 aus Sowjetrussland nach Paris, wo er u. a. Bühnenbilder für Sergej Diaghilews Ballets Russes entwarf. Als ausgebildeter Buchgestalter stellte er Layouts für Arts et Metiers Graphics und Cahiers d’Art her und arbeitete von 1926 bis 1930 als Plakat- und Ausstellungsgestalter. 1930 zog er in die USA, zunächst nach Philadelphia, wo er eine Klasse für Werbedesign an der Pennsylvania Museum School of Industrial Art gründete.
1934 zog er nach New York. Dort war er bis 1958 als Art Director bei der Modezeitschrift Harper’s Bazaar tätig. In seiner Ägide bildete er den spezifischen Stil dieser Zeitschrift aus, eine messerscharfe Typografie, die viel offenen Raum lässt, in Verbindung mit europäischer Kunst und Fotografie, unter anderem von Martin Munkacsi, Man Ray, Henri Cartier-Bresson, A. M. Cassandre, Salvador Dalí, Herbert Bayer und später Richard Avedon – eine Revolution im Magazindesign.

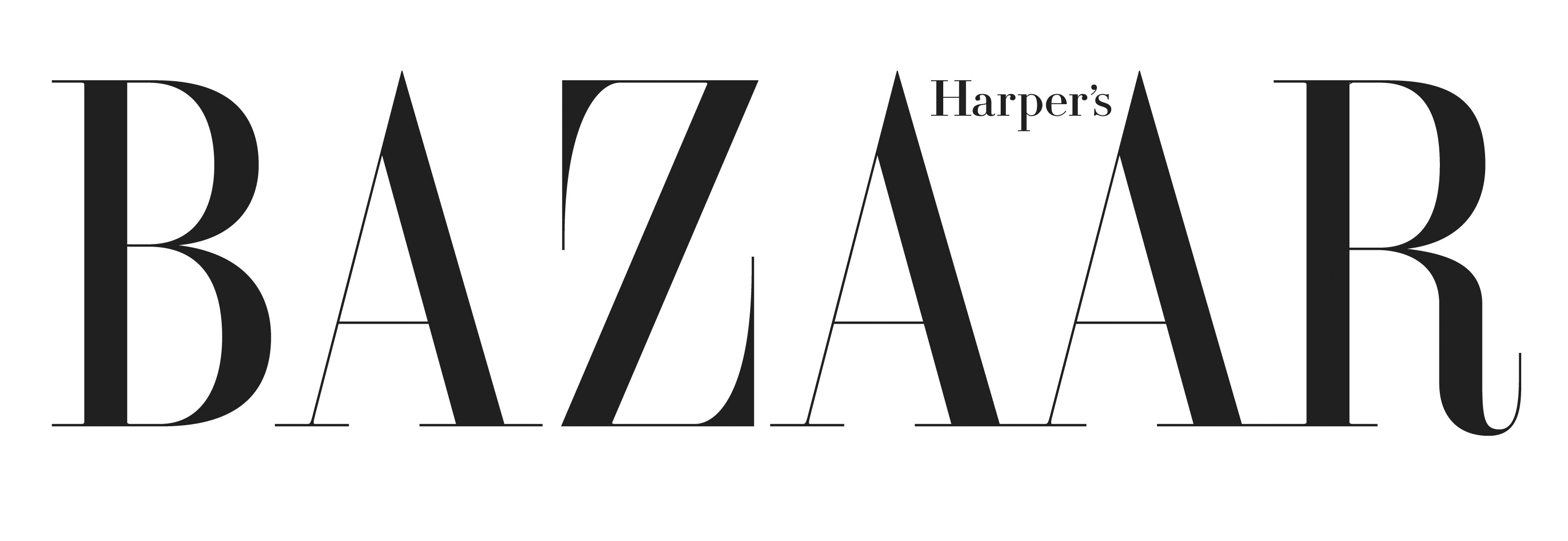
Logo der Modezeitschrift Harper’s Bazaar

1945 brachte er mit Ballet ein eigenes Buch mit experimenteller Bühnenfotografie heraus, das zu seiner Zeit einen Affront aller etablierten Werte der Fotografie darstellte. Die Bilder hatte er zwischen 1935 und '37 mit einer Kleinbildkamera ohne Stativ und ohne Hilfe zusätzlichen Lichts gemacht (Available Light), so dass Unschärfe, Verwaschen der Bewegungen (Blur) und „ausgebrannte“, als weiße Leerstellen erscheinende,  Überstrahlungen durch die Bühnenscheinwerfer den Bildstil prägten. Die vermeintlich technischen Unzulänglichkeiten, hoher Kontrast und grobes Filmkorn, erhöhte Brodowitsch zudem durch Entwicklung, Ausschnittvergrößerungen und kontrastreiches Papier. Das Layout aus ganzseitigen, mit ihrem Gegenüber korrespondierenden Abbildungen erzeugte schließlich einen filmischen Effekt. „Ballet ist eines der erfolgreichsten Versuche Bewegung in Fotografie auszudrücken und sicher eines der kinomatografischsten und dynamischsten Fotobücher, die jemals publiziert wurden.“
Zuvor, im Jahr 1941, konnte Brodowitsch an der New School for Social Research ein „Design-Labor“ einrichten. Er wurde dort Lehrer u. a. von Louis Faurer, Lillian Bassman, Irving Penn und Richard Avedon. Krankheitsbedingt
beendete er seine Lehrtätigkeit 1966 und kehrte im folgenden Jahr wieder nach Frankreich zurück. Er starb 1971 in Le Thor, Südfrankreich.
1972 wurde Brodowitsch in die Hall of Fame des Art Directors Club aufgenommen.

## Lehrtätigkeiten
Pennsylvania Museum School of Industrial Art (1930–1934), Cooper Union New York (1940), Pratt Institute (1940), New School for Social Research (1941–1949), American Institute of Graphic Arts (1964), School of Visual Arts (1964–1965)